# Liste des premiers ministres de Terre-Neuve-et-Labrador
Voici la liste des premiers ministres de Terre-Neuve-et-Labrador depuis son entrée dans la Confédération canadienne en 1949.
|  | Photo | Nom              | Parti                     | Mandat                               |
|  | ----- | ---------------- | ------------------------- | ------------------------------------ |
|  |       | Joseph Smallwood | Libéral                   | 1949-1972                            |
|  |       | Frank Moores     | Progressiste-conservateur | 1972-1979                            |
|  |       | Brian Peckford   | Progressiste-conservateur | 1979-1989                            |
|  |       | Thomas Rideout   | Progressiste-conservateur | 22 mars - 5 mai 1989                 |
|  |       | Clyde Wells      | Libéral                   | 1989-1996                            |
|  |       | Brian Tobin      | Libéral                   | 1996 - 2000                          |
|  |       | Beaton Tulk      | Libéral                   | 2000 - 2001                          |
|  |       | Roger Grimes     | Libéral                   | 13 février 2001 - 6 novembre 2003    |
|  |       | Danny Williams   | Progressiste-conservateur | 6 novembre 2003 - 3 décembre 2010    |
|  |       | Kathy Dunderdale | Progressiste-conservateur | 3 décembre 2010 - 24 janvier 2014    |
|  |       | Tom Marshall     | Progressiste-conservateur | 24 janvier - 26 septembre 2014       |
|  |       | Paul Davis       | Progressiste-conservateur | 26 septembre 2014 - 14 décembre 2015 |
|  |       | Dwight Ball      | Libéral                   | 15 décembre 2015 - 19 août 2020      |
|  |       | Andrew Furey     | Libéral                   | 19 août 2020 - 9 mai 2025            |
|  |       | John Hogan       | Libéral                   | depuis le 9 mai 2025                 |

## Anciens premiers ministres encore vivants
En 2025, onze anciens premiers ministres étaient toujours en vie, le plus vieux étant Clyde Wells (1989-1996) né en 1937. Le dernier premier ministre à mourir est Beaton Tulk (2000-2001) le 23 mai 2019.
| Nom              | Terme     | Date de naissance |
| ---------------- | --------- | ----------------- |
| Brian Peckford   | 1979-1989 | 27 août 1942      |
| Thomas Rideout   | 1989      | 25 juin 1948      |
| Clyde Wells      | 1989-1996 | 9 novembre 1937   |
| Brian Tobin      | 1996-2000 | 21 octobre 1954   |
| Roger Grimes     | 2001-2003 | 2 mai 1950        |
| Danny Williams   | 2003-2010 | 4 août 1950       |
| Kathy Dunderdale | 2010-2014 | février 1952      |
| Tom Marshall     | 2014      | 26 octobre 1946   |
| Paul Davis       | 2014-2015 | 14 juin 1961      |
| Dwight Ball      | 2015-2020 | 21 décembre 1957  |
| Andrew Furey     | 2020-2025 | 2 juillet 1975    |